# Lee Beom-seok
Lee Beom-seok (20 de octubre de 1900-11 de mayo de 1972) fue un activista por la independencia de Corea y el primero en ejercer el cargo de primer ministro de Corea del Sur desde 1948 hasta 1950. Su apodo fue Cheolgi.

## Biografía
Lee Beom-seok nació en Hwangseong (actualmente Seúl) el 20 de octubre de 1900. Su padre era un oficial para la dinastía Joseon y descendiente de uno de los hijos de Sejong el Grande "Gwangpyeong Daegun (en hangul, 광평대군; en hanja, 廣平大君)". Lee Beom-seok se exilió a la República de China siendo adolescente por participar en actividades independentistas. En 1919, comenzó a estudiar en la academia militar Shinheung (en hangul, 신흥무관학교; en hanja, 新興武官學校), una escuela militar cuyo objetivo era corear un ejército para luchar por la independencia. En octubre del 1920, Lee Beom-seok luchó en la batalla de Qingshanli, un enfrentamiento de seis días en Manchuria del este. Después luchó como general en el Ejército de Liberación de Corea para el Gobierno Provisional de la República de Corea.
En 1945, intentó volver a Corea, pero fue forzado a permanecer en el exilio en China. En 1946, volvió a Corea y ayudó en la fundación del Cuerpo Juvenil Nacional de Corea junto a Ahn Ho-sang. Se opuso a las negociaciones de Corea del sur de Kim Koo (en hangul, 남북협상; en hanja, 南北協商) y se alió junto a Lee Seung-man para establecer un gobierno unitario en Corea del Sur. Ejerció como el Primer Ministro de la nueva nación desde el 31 de julio de 1948 hasta el 20 de abril de 1950.

## Vejez y muerte
Lee Beom-seok ejerció de embajador de Corea en la República de China y como Secretario de Interior. Se postuló para vicepresidente en 1952 y en 1956, pero no lo logró en ambas elecciones. Durante la década de 1960, fue un firme líder de la oposición al partido gobernante. Al final de su carrera, sirvió como consejero en la Mesa de la Unificación Nacional (en hangul, 국토통일원; en hanja, 國土統一院) y orientó a Park Chung-hee como senador del país.
El 10 de mayo de 1972, recibió un doctorado en filosofía por la Academia de China Taiwán. Al día siguiente, el 11 de mayo, fallece por un infarto agudo de miocardio en el hospital Seongmo de Myeong-dong en Seúl. Se celebró su funeral en la plaza del monte Namsan el 17 de mayo y fue enterrado en el Cementerio nacional de Seúl.

## Obras póstumas
- Udungbul (en coreano: 우둥불)
- Bangrangui Jeong-yeol (Pasión de vagar) (en coreano: 방랑의 정열)
- Hangug-ui Bunno (Ira de Corea) (en coreano: 한국의 분노)
- Minjok Gwa Cheongnyeon (Nacionalidad y juventud) (en coreano: 민족과 청년)
- Hyeoljeon: Cheongsanni Jakjeon (batalla sangrienta: estrategia de Cheongsanni) (en coreano: 혈전: 청산리 작전)
- Tomsk-ui Haneul Arae (Bajo el cielo de Tomsk) (en coreano: 톰스크의 하늘아래)

## Sitio web
- Museo memorial de Lee Beom-seok Archivado el 19 de enero de 2021 en Wayback Machine.  (en coreano)
- Lee Beom-seok (en coreano)

| Predecesor: N/A            | Primer ministro de Corea del Sur 1948 - 1950     | Sucesor: Shin Sung-mo |
| Predecesor: N/A            | Ministro de defensa de Corea del sur 1948 - 1949 | Sucesor: Shin Sung-mo |
| Predecesor: Chang Seok-yun | Ministro de interior de Corea del sur 1952       | Sucesor: Kim Taesun   |

- Datos: Q484459
- Multimedia: Lee Beom-seok / Q484459